# Vancouver Whitecaps FC
Vancouver Whitecaps FC är en professionell fotbollsklubb i Vancouver i British Columbia i Kanada som spelar i Major League Soccer (MLS). Klubben deltar även i Canadian Championship, en cup där ett antal kanadensiska klubbar gör upp om vilken klubb som får representera landet i Concacaf Champions League. Hemmamatcherna spelas i BC Place.
Klubbens färger är blått och vitt.
Whitecaps har aldrig vunnit ligamästerskapet MLS Cup och inte heller Supporters' Shield, som tilldelas klubben som tagit flest poäng i grundserien. Däremot har klubben en gång vunnit Canadian Championship.

## Historia

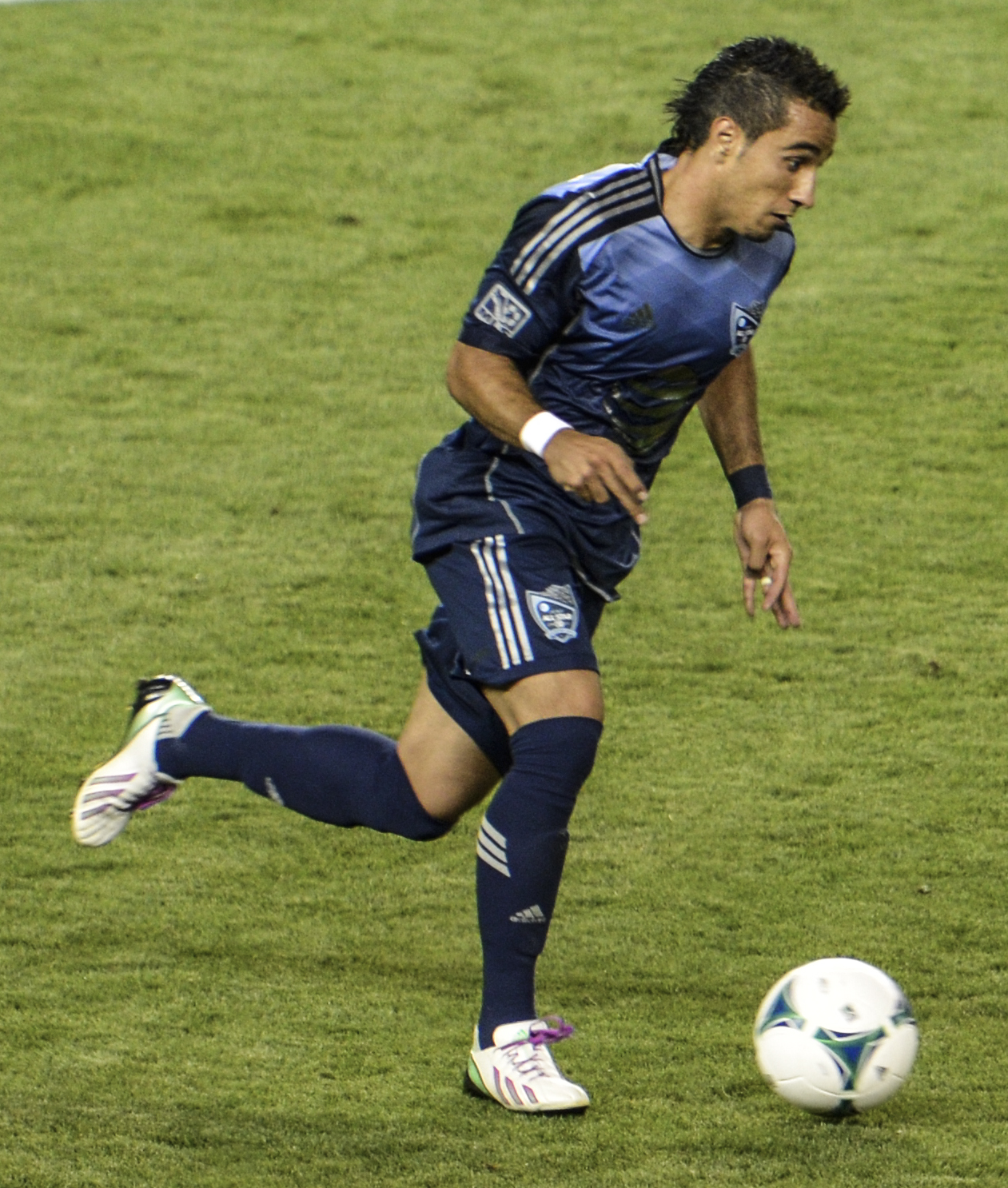
Camilo Sanvezzo, här under Major League Soccers all star-match 2013, var en framträdande spelare under klubbens första säsonger.

Klubben grundades den 18 mars 2009 och ersatte en klubb med samma namn som spelade en nivå under MLS. Sin första säsong i MLS gjorde klubben 2011, då man under större delen av säsongen spelade i en tillfällig arena medan BC Place renoverades. 2012 blev Whitecaps den första kanadensiska klubben att gå till slutspel i MLS. Året efter missade klubben slutspel, men Camilo Sanvezzo gjorde 22 mål och vann MLS Golden Boot.
Vancouver var bästa kanadensiska klubb i MLS 2014 och erhöll därför en plats i Concacaf Champions League 2015/16, där man dock inte lyckades ta sig vidare från gruppspelet. 2015 vann klubben sin första titel när man tog hem Canadian Championship efter att ha besegrat Montreal Impact i finalen med 4–2 sammanlagt. Man kvalificerade sig därmed för Concacaf Champions League även 2016/17. Där gick Whitecaps ända till semifinal, i vilken det blev förlust mot mexikanska Tigres UANL med totalt 1–4.
Alphonso Davies, född 2000, debuterade som mycket ung för Vancouver 2016 och ådrog sig snart intresse från många europeiska storklubbar. Sommaren 2018 blev han klar för Bayern München, men spelade klart 2018 års säsong för Whitecaps. Under 2020 års säsong tvingades klubben att spela de flesta hemmamatcherna på bortaplan på grund av reserestriktioner i Kanada under covid-19-pandemin, och även 2021 spelade man ofta hemmamatcher i USA av samma skäl.

## Säsonger
| Major League Soccer | Major League Soccer | Major League Soccer | Major League Soccer | Canadian Championship | Canadian Championship  | Champions League | Champions League | Leagues Cup | Leagues Cup     |
| Säsong              | Konferens           | Placering           | Slutspel            | Säsong                | Resultat               | Säsong           | Resultat         | Säsong      | Resultat        |
| ------------------- | ------------------- | ------------------- | ------------------- | --------------------- | ---------------------- | ---------------- | ---------------- | ----------- | --------------- |
| 2011                | Western             | 9:a (av 9)          | Ej kvalificerad     | 2011                  | Final                  | 2011/12          | Ej kvalificerad  |             |                 |
| 2012                | Western             | 5:a (av 9)          | Utslagsomgången     | 2012                  | Final                  | 2012/13          | Ej kvalificerad  |             |                 |
| 2013                | Western             | 7:a (av 9)          | Ej kvalificerad     | 2013                  | Final                  | 2013/14          | Ej kvalificerad  |             |                 |
| 2014                | Western             | 5:a (av 9)          | Utslagsomgången     | 2014                  | Semifinal              | 2014/15          | Ej kvalificerad  |             |                 |
| 2015                | Western             | 2:a (av 10)         | Kvartsfinal         | 2015                  | Mästare                | 2015/16          | Gruppspel        |             |                 |
| 2016                | Western             | 8:a (av 10)         | Ej kvalificerad     | 2016                  | Final                  | 2016/17          | Semifinal        |             |                 |
| 2017                | Western             | 3:a (av 11)         | Kvartsfinal         | 2017                  | Semifinal              |                  |                  |             |                 |
| 2018                | Western             | 8:a (av 12)         | Ej kvalificerad     | 2018                  | Final                  | 2018             | Ej kvalificerad  |             |                 |
| 2019                | Western             | 12:a (av 12)        | Ej kvalificerad     | 2019                  | Tredje kvalomgången    | 2019             | Ej kvalificerad  | 2019        | Ej inbjuden     |
| 2020                | Western             | 9:a (av 12)         | Ej kvalificerad     | 2020                  | Ej kvalificerad        | 2020             | Ej kvalificerad  | 2020        | Inställd        |
| 2021                | Western             | 6:a (av 13)         | Första omgången     | 2021                  | Inledande kvalomgången | 2021             | Ej kvalificerad  | 2021        | Ej kvalificerad |

## Spelartrupp
| 1 | Kanada | Thomas Hasal | 9 juli 1999 | Vancouver Whitecaps FC |

| 2  | Kanada    | Marcus Godinho        | 28 juni 1997     | Zwickau (-21)                     |
| 3  | Kanada    | Cristián Gutiérrez    | 18 februari 1997 | Colo-Colo (-20)                   |
| 4  | Serbien   | Ranko Veselinović     | 24 mars 1999     | Vojvodina (-20)                   |
| 6  | USA       | Tristan Blackmon      | 12 augusti 1996  | Charlotte FC (-22)                |
| 22 | Argentina | Érik Godoy            | 16 augusti 1993  | Colón (-19)                       |
| 23 | Jamaica   | Javain Brown          | 9 mars 1999      | University of South Florida (-21) |
| 26 | Tyskland  | Florian Jungwirth     | 27 mars 1989     | San Jose Earthquakes (-21)        |
| 28 | USA       | Jake Nerwinski        | 17 oktober 1994  | University of Connecticut (-17)   |
| 34 | Kanada    | Gianfranco Facchineri | 27 april 2002    | Vancouver Whitecaps FC            |
| 61 | Kanada    | Matteo Campagna       | 4 juni 2004      | Vancouver Whitecaps FC            |

| 8  | Brasilien | Caio Alexandre          | 24 februari 1999 | Botafogo (-21)                    |
| 16 | USA       | Sebastian Berhalter     | 10 maj 2001      | Columbus Crew (-22)               |
| 17 | Ghana     | Leonard Owusu           | 3 juni 1997      | Ashdod (-20)                      |
| 25 | Skottland | Ryan Gauld              | 16 december 1995 | Farense (-21)                     |
| 27 | Kanada    | Ryan Raposo             | 5 mars 1999      | Syracuse University (-20)         |
| 33 | Kanada    | Michael Baldisimo       | 13 april 2000    | Vancouver Whitecaps FC            |
| 45 | Ecuador   | Pedro Vite              | 9 mars 2002      | Independiente del Valle (-21)     |
| -  | USA       | Giovanni Aguilar        | 8 mars 1998      | California State University (-22) |
| -  | Ecuador   | Luis Fernández Salvador | 28 februari 2000 | Clemson University (-22)          |
| -  | Brasilien | Vitor Dias              | 30 april 1998    | Marshall University (-22)         |

| 7  | Colombia  | Déiber Caicedo    | 25 mars 2000     | Deportivo Cali (-21)               |
| 9  | Kanada    | Lucas Cavallini   | 28 december 1992 | Puebla (-20)                       |
| 11 | Colombia  | Cristian Dájome   | 3 januari 1994   | Atlético Nacional (-20)            |
| 18 | Nigeria   | David Egbo        | 31 oktober 1998  | University of Akron (-21)          |
| 24 | USA       | Brian White       | 3 februari 1996  | New York Red Bulls (-21)           |
| 30 | Kanada    | Kamron Habibullah | 23 oktober 2003  | Vancouver Whitecaps FC             |
| 31 | Kanada    | Russell Teibert   | 22 december 1992 | Toronto FC (-08)                   |
| 87 | Kanada    | Tosaint Ricketts  | 6 augusti 1987   | Sūduva (-19)                       |
| -  | USA       | Simon Becher      | 20 juli 1999     | Saint Louis University (-22)       |
| -  | Frankrike | Théo Collomb      | 11 juli 2000     | University of North Carolina (-22) |

### Utlånade spelare
| Nr | Land     | Pos | Namn                                                     |
| -- | -------- | --- | -------------------------------------------------------- |
| 12 | USA      | MV  | Evan Newton (i El Paso Locomotive till 30 november 2022) |
| 13 | Kanada   | F   | Derek Cornelius (i Panetolikos till 31 december 2022)    |
| 19 | Portugal | MF  | Janio Bikel (i Vicenza till 30 juni 2022)                |

| Nr | Land   | Pos | Namn                                         |
| -- | ------ | --- | -------------------------------------------- |
| 54 | Kanada | MF  | Simon Colyn (i PSV till 30 juni 2022)        |
| 62 | Kanada | MF  | Damiano Pecile (i Venezia till 30 juni 2022) |

## Tränare
Klubben har haft följande huvudtränare:
| Tränare               | Säsong(er) | Källa  |
| --------------------- | ---------- | ------ |
| Teitur Þórðarson      | 2011       | [ 15 ] |
| Tom Soehn (tf.)       | 2011       | [ 16 ] |
| Martin Rennie         | 2012–2013  | [ 17 ] |
| Carl Robinson         | 2014–2018  | [ 18 ] |
| Craig Dalrymple (tf.) | 2018       | [ 19 ] |
| Marc Dos Santos       | 2019–2021  | [ 20 ] |
| Vanni Sartini (tf.)   | 2021–      | [ 21 ] |